# Ronny Cox
Daniel Ronald (Ronny) Cox  (Cloudcroft (New Mexico), 23 juli 1938) is een Amerikaans acteur en muzikant.
Cox begon zijn acteercarrière met een rol in de film Deliverance uit 1972. In deze film speelt hij in een bekende scène het lied "Dueling Banjos", samen met een verstandelijk gehandicapte jongen, die gespeeld werd door Billy Redden.